# Pilolabus
Pilolabus es un género de gorgojos de la familia Attelabidae. Esta es la lista de especies que lo componen:
- Pilolabus caestinus
- Pilolabus californicus Voss, 1925
- Pilolabus diffinis Voss, 1925
- Pilolabus guerrerensis
- Pilolabus klugii Voss, 1925
- Pilolabus marginatus
- Pilolabus nigriclavus Voss, 1925
- Pilolabus purpureus Voss 1925
- Pilolabus rugiceps Voss 1925
- Pilolabus smithi Voss, 1925
- Pilolabus splendens Sharp, 1889
- Pilolabus splendens Voss, 1925
- Pilolabus sumptuosus Voss, 1925
- Pilolabus tubercleatus
- Pilolabus viridans Voss, 1925
- Pilolabus viridanus Sharp, 1889